# Tommaso Brancaccio
Tommaso Brancaccio (Napoli, 1370/1380 – Roma, 8 settembre 1427) è stato uno pseudocardinale italiano, poi confermato da papa Martino V.

## Biografia
Nacque a Napoli, probabilmente fra il 1370 ed il 1380.
L'antipapa Giovanni XXIII lo elevò al rango di cardinale nel concistoro del 6 giugno 1411.
Morì l'8 settembre 1427 a Roma.